# Biserica Sfânta Treime din Alba Iulia-Maieri
Biserica Sfânta Treime din Maieri este un lăcaș de cult situat în municipiul Alba Iulia, pe strada Iașilor, la nr. 69. Edificiul a fost construit de Biserica Română Unită între anii 1713-1715 de către mitropolitul Atanasie Anghel, al cărui mormânt a fost săpat în curtea bisericii. În anul 2013 rămășițele pământești ale lui Atanasie Anghel au fost mutate în Catedrala Sfânta Treime din Blaj.
Turnul clopotniță a fost construit în perioada păstoririi episcopului Petru Pavel Aron (1752-1764). Tot acest episcop a întemeiat pe lângă biserică o școală românească.

## Disputa patrimonială cu parohia ortodoxă
În apropiere de acest lăcaș, pe aceeași stradă, la nr. 43, se află Biserica Maieri I, a cărei parohie ține ocupată din anul 1948 două biserici (biserica ortodoxă de la nr. 43 și cea greco-catolică de la nr. 69). Biserica greco-catolică nu are statut de monument istoric, spre deosebire de Biserica Maieri I, construită 80 de ani mai târziu.
În data de 5 iunie 2012 Parohia Română Unită Maieri din Alba Iulia a obținut anularea de către Judecătoria Alba Iulia a contractului de vânzare-cumpărare prin care în anul 2004 Parohia Ortodoxă Română Maieri II-Alba Iulia a înstrăinat către parohul ortodox Ioan Lazăr și către soția acestuia (ca persoane fizice) casa parohială a Bisericii Unite din Maieri, a cărei retrocedare a fost solicitată de BRU în anul 2003.
În data de 20 iunie 2013 Curtea de Apel Alba Iulia a respins în mod definitiv și irevocabil recursul pârâților în cauza privind Biserica din Maieri-Alba Iulia.
Punerea în posesie în favoarea Bisericii Unite nu a fost efectuată până în prezent.

## Evenimente
În dimineața zilei de 1 decembrie 1918 episcopul Iuliu Hossu a oficiat în această biserică slujba de Te Deum, înaintea adunării din Sala Unirii din vechea cetate a Albei Iulia.

## Galerie de imagini

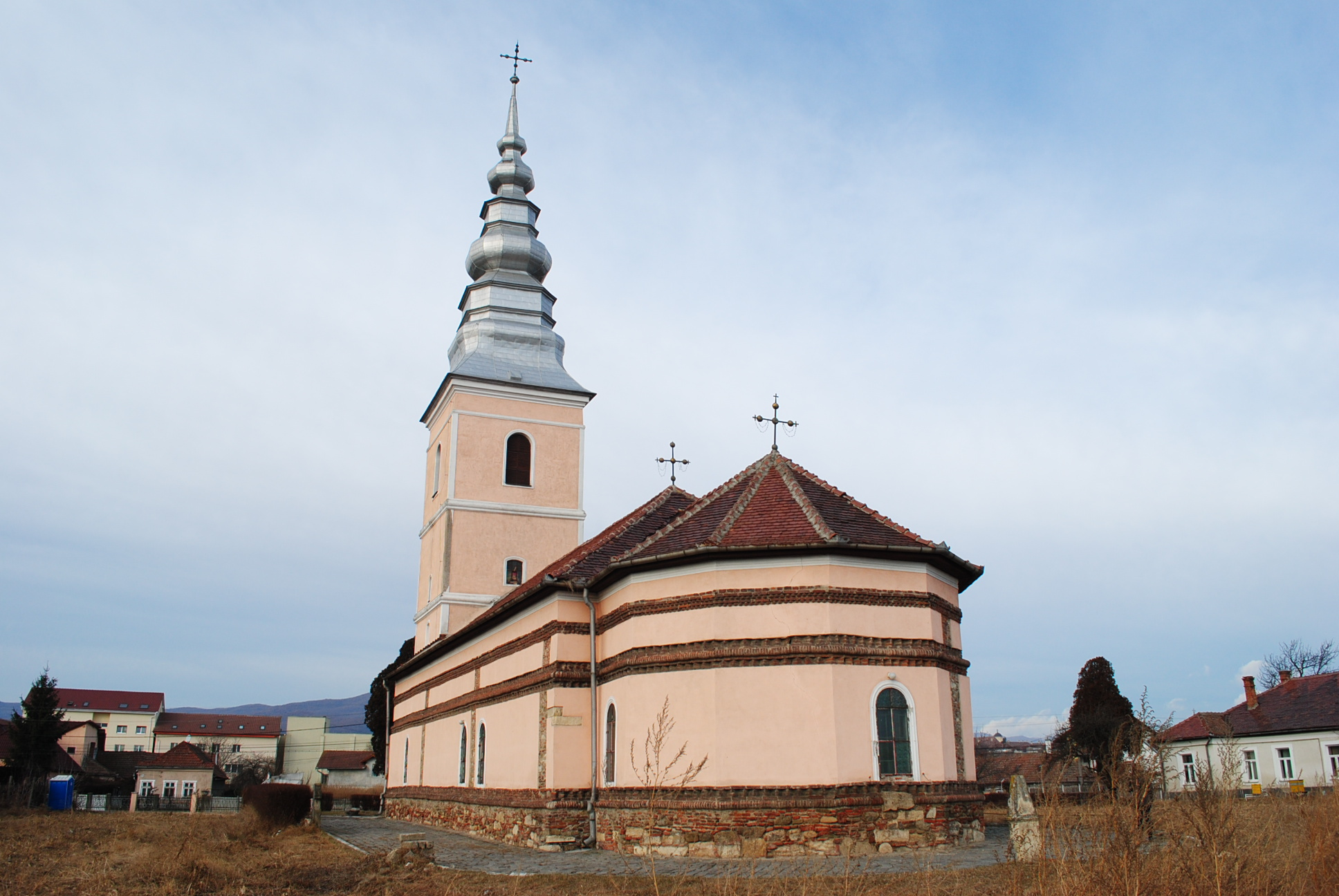
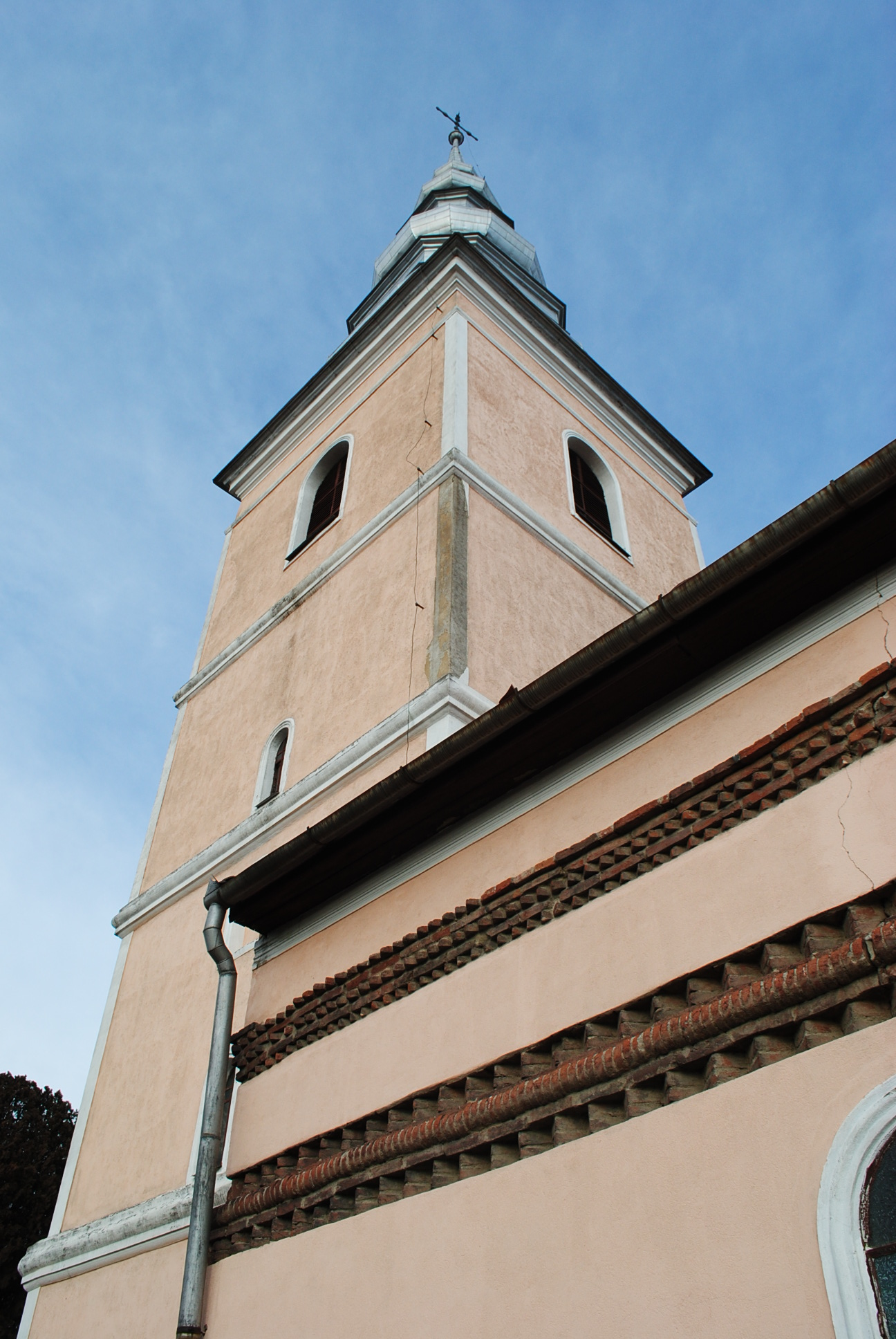
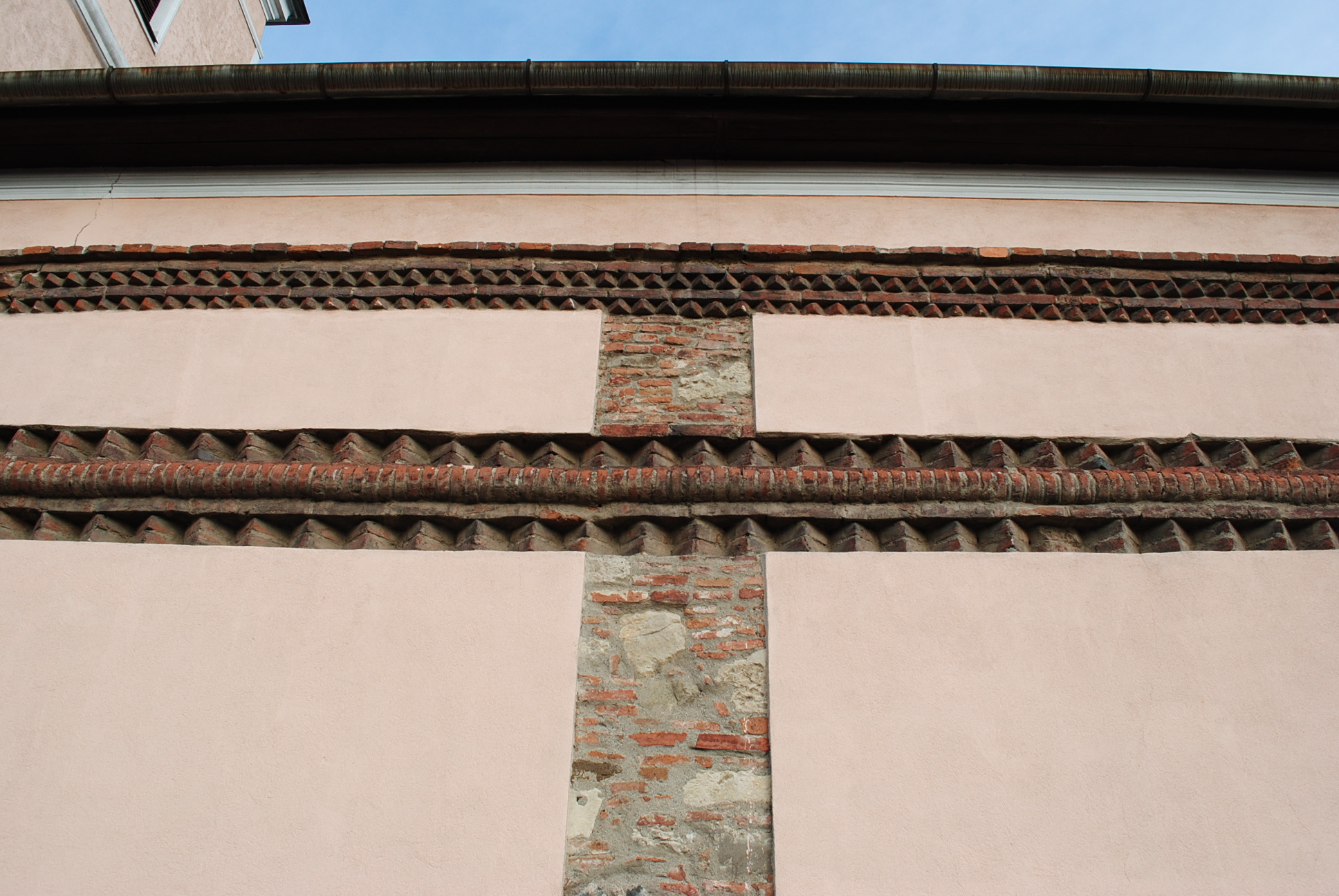
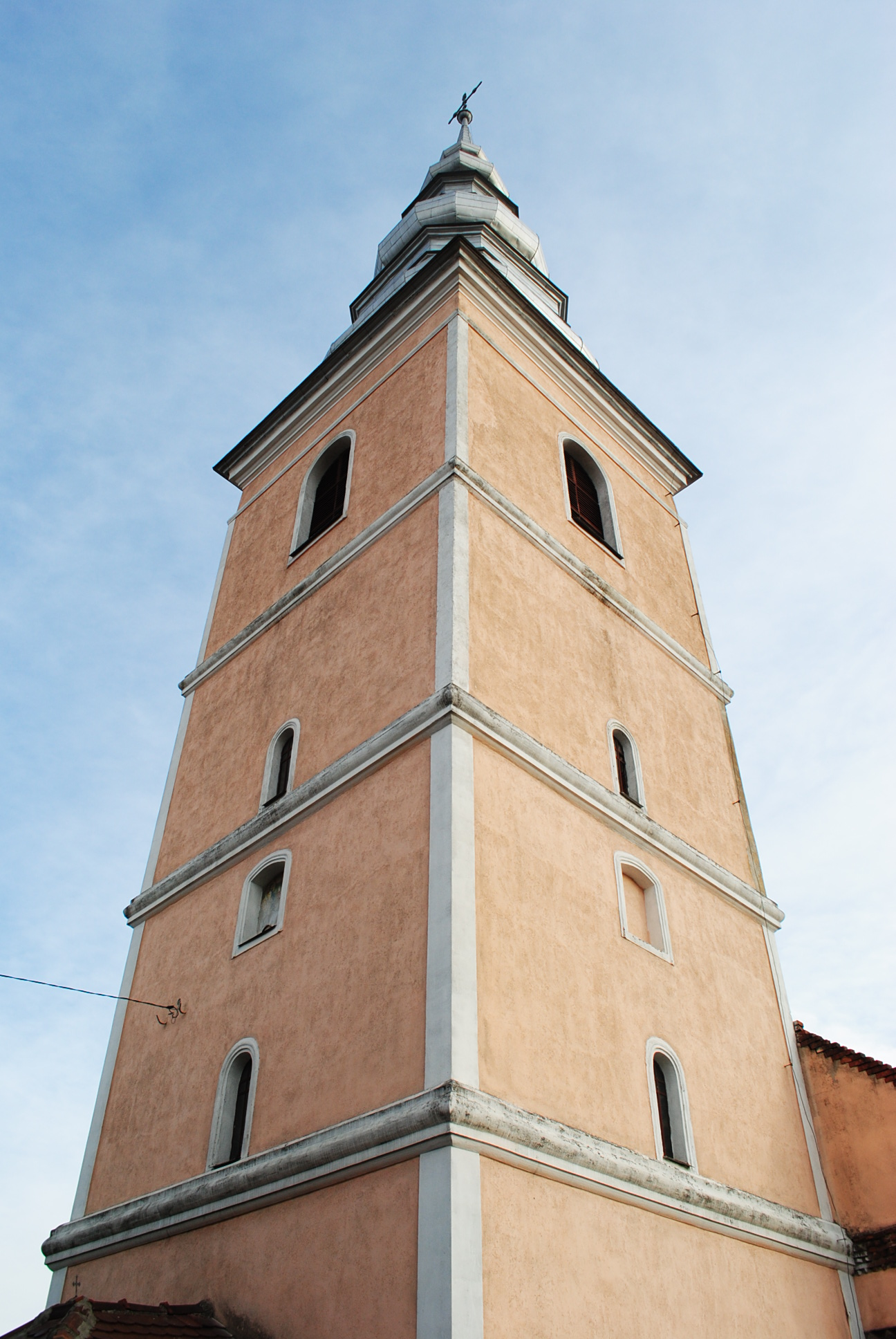
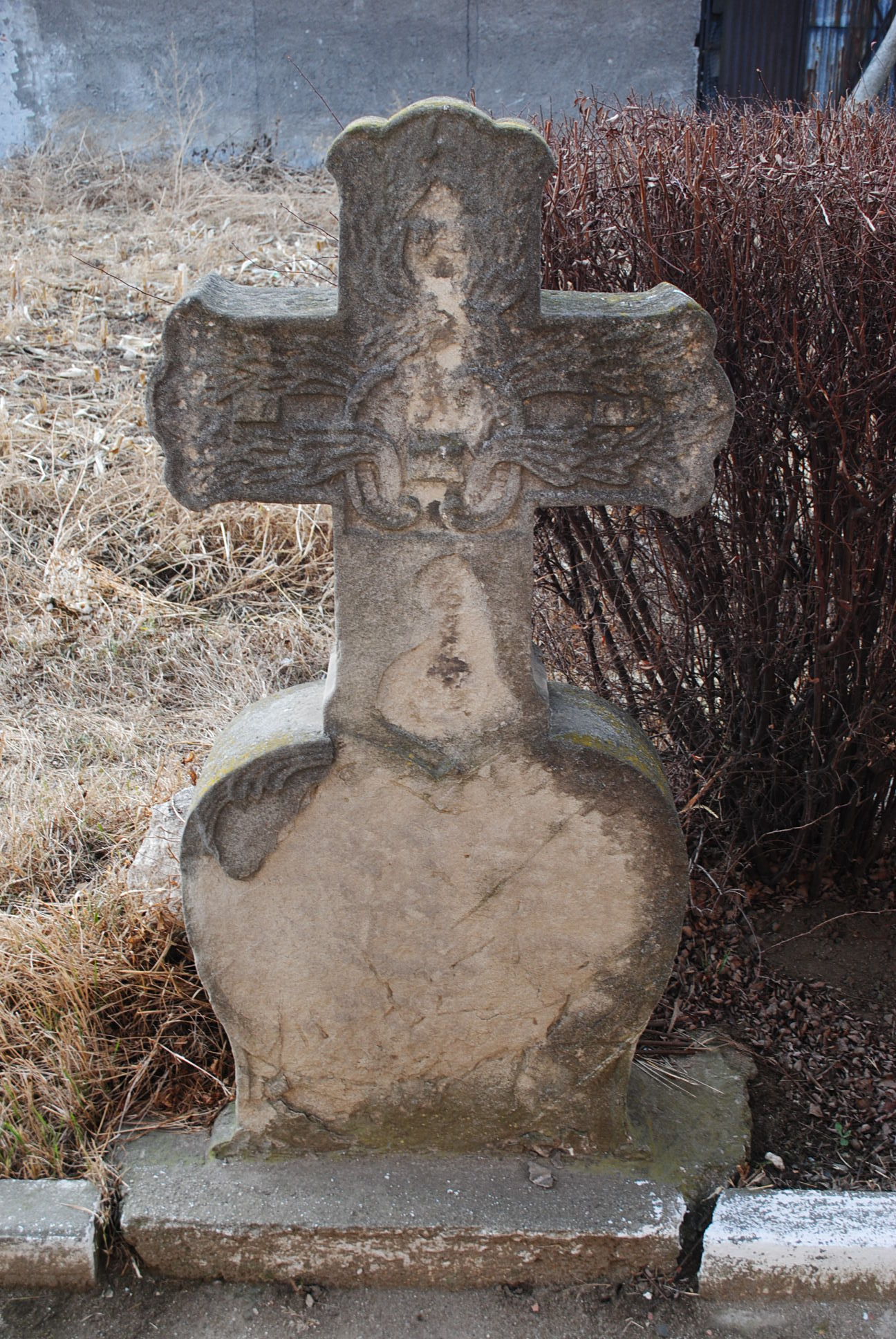